# Malcolmia littorea
Malcolmia littorea  (лат.) — вид травянистых растений рода Malcolmia семейства Капустные (Brassicaceae).
Многолетнее растение, древесное у основания, со многими стеблями, покрытыми белым пухом. Листья глубоко зубчатые или зубчатые эллиптические. Кластеры по 5-20 цветов. Фиолетовые цветы 15-20 мм. Стручок длиной 30-65 мм. Семена 0,7-1,2 х 0,4-0,7 мм, яйцевидные.
Вид произрастает на территории следующих стран: Алжир, Марокко, Италия, Франция, Португалия, Гибралтар, Испания. Выбирает для проживания скалистые или песчаные места вдоль побережья.
Цветёт с февраля по июнь.